# Kill the Umpire
Pour plus de détails, voir Fiche technique et Distribution.
Kill the Umpire est un film américain réalisé par Lloyd Bacon et sorti en 1950.
Le film a pour thème le baseball et plusieurs joueurs des Stars d'Hollywood, une franchise de ligue mineure de baseball, apparaissent dans le film.

## Synopsis
Bill Johnson (William Bendix) est un ancien joueur de baseball dont sa passion du jeu lui a coûté plusieurs emplois. Il reste fidèle à une chose : il déteste les arbitres. Mais après une période de chômage, son beau père Evans (Ray Collins), arbitre à la retraite, le force à s'inscrire dans une école d'arbitre.
Johnson tente d'abord de se faire renvoyer par le directeur de l'école Jimmy O'Brien (William Frawley), mais va finalement apprécier son nouvel emploi.

## Fiche technique
- Titre original : Kill the Umpire
- Réalisation : Lloyd Bacon
- Scénario : Frank Tashlin
- Direction artistique : Perry Smith
- Décors : James Crowe
- Costumes : Jean Louis
- Photographie : Charles Lawton Jr.
- Son : Lambert E. Day
- Montage : Charles Nelson
- Musique : Heinz Roemheld
- Production : John Beck
- Société de production : Columbia Pictures Corporation
- Société de distribution : Columbia Pictures
- Pays de production :  États-Unis
- Langue originale : anglais
- Format : noir et blanc — 35 mm — 1.37:1 — son monophonique
- Genre : Comédie
- Durée : 78 minutes
- Date de sortie :
  - États-Unis : 27 avril 1950

## Distribution

### Acteurs principaux
- William Bendix : Bill 'Two Call' Johnson
- Una Merkel : Betty Johnson
- Ray Collins : Jonah Evans
- Gloria Henry : Lucy Johnson
- Jeff Richards : Bob Landon
- Connie Marshall : Suzie Johnson
- William Frawley : Jimmy O'Brien
- Tom D'Andrea : Roscoe Snooker
- Jim Bannon : Dusty

### Acteurs secondaires
- Joseph Crehan : le manager Tom Dugan (non crédité)
- Pat Flaherty : George Welch, scout de la Ligue américaine (non crédité)
- Alan Hale Jr. : Harry Shea (non crédité)
- Lois Hall : la secrétaire (non créditée)
- Harry Hayden : le directeur de l’hôtel (non crédité)
- Henry Kulky : le fan de baseball (non crédité)
- Pat O'Malley (non crédité)
- Emory Parnell : Schultz, l'arbitre (non crédité)
- Edward Peil Sr. : le texain (non crédité)
- Duke Snider : lui-même (non crédité)
- Al Thompson (non crédité)
- Robert J. Wilke : Cactus (non crédité)
- Jean Willes : la jolie fille (non créditée)
- Chief Yowlachie : l'indien (non crédité)